# Кожевніков Олександр Дмитрович
Олександр Дмитрович Кожевніков (нар. 17 квітня 2000) — український футболіст, півзахисник та нападник молодіжної команди «Маріуполя».

## Клубна кар'єра
Вихованець «Ворскли-2», за яку аиступав у ДЮФЛУ у сезоні 2013/14 років. А починаючи вже з наступного сезону грав за першу команду полтавчан у вище вказаному турнірі. Під час зимової перерви сезону 2016/17 років перейшов до юніорської команди полтавчан, за яку у другій частині сезону зіграв 1 поєдинок. Починаючи з сезону 2018/19 років почав залучатися до матчів молодіжної команди «Ворскли», у футболці якої дебютував 28 липня 2018 року в програному (0:1) поєдинку 2-го туру проти донецького «Олімпіка». Олександр вийшов на поле на 69-й хвилині, замінивши Ярослава Краснопольського. 
Напередодні старту сезону 2019/20 років перебрався до молодіжної команди «Маріуполя». Дебютував за першу команду «приазовців» 20 листопада 2020 року в нічийному (0:0) виїзному поєдинку 10-го туру Прем'єр-ліги проти львівського «Руху». Кожевніков вийшов на поле на 78-й хвилині, замінивши Олега Очеретька.

## Кар'єра в збірній
У січні 2017 року отримав дебютний виклик до юнацької збірної України (U-17) для участі в Кубку розвитку. Дебютував у футболці збірної 17 січня 2017 року в програному (0:2) поєдинку проти однолітків з Ізраїлю, в якому вийшов на поле на 75-й хвилині. Також виходив на поле в переможному (2:1) поєдинку проти юнацької збірної Грузії (U-16). На Турнірі розвитку зіграв 2 матчі.
17 березня 2018 року отримав дебютний виклик на тренувальний збір юнацької збірної Україна (U-18). Свій єдиний матч за юнацьку збірну України U-18 провів 32 березня 2018 року в програному (0:3) поєдинку проти однолітків з Австрії. Олександр вийшов на поле в стартовому складі та відіграв увесь матч.